# دانشکده پرستاری و مامایی بویه گرگان
دانشکده پرستاری و مامایی بویه گرگان دانشکده‌ای وابسته به دانشگاه علوم پزشکی گلستان واقع در استان گلستان، شهرستان گرگان که در سال۱۳۴۶ شمسی تأسیس گردیده است.

## تاریخچه
- دانشکده پرستاری و مامایی دانشگاه علوم پزشکی گلستان (بویه گرگان) در سال ۱۳۴۶ با نام آموزشگاه بهیاری بویه شروع به فعالیت کرد و سپس در سال ۱۳۶۷ با پذیرش دانشجو در مقطع کارشناسی پرستاری به آموزشکده پرستاری تغییر نام داد.
- در سال ۱۳۷۲ با پذیرش دانشجو در رشته مامایی، پرستاری این آموزشکده به دانشکده پرستاری و مامایی تبدیل شد.

## امکانات آموزشی و پژوهشی
- - کتابخانه
- -آزمایشگاه
- - اتاق کارگاه
- - سایت رایانه
- - مرکز مهارت‌های بالینی (پراتیک)

| رشته           | کارشناسی | ارشد | دکترا |
| -------------- | -------- | --- | ----- |
| پرستاری        | دارد     | آموزش پرستاری داخلی جراحی آموزش پرستاری بهداشت جامعه و روان آموزش پرستاری کودک و خانواده آموزش اصول و فنون مدیریت خدمات پرستاری | دارد  |
| مامایی         | دارد     | آموزش مامایی بهداشت مادر و کودک                                                                                                 | ندارد |
| بهیاری         | ندارد    | ندارد | ندارد |
| فوریت‌های پزشکی | دارد     | ندارد | ندارد |